# 三碘化亚铊
三碘化亚铊是一种无机化合物，化学式为TlI3。和其它三卤化铊鹽不同，三碘化亞铊没有铊(III)离子，但有三碘阴离子。

## 制备
三碘化亚铊可由碘化亚铊和碘在沸腾的甲醇中反应得到：
{\displaystyle {\ce {TlI + I2 -> TlI3}}}
或者由碘化亚铊、碘和碘化氢反应制备。